# Ourapteryx triangularia
Ourapteryx triangularia är en fjärilsart som beskrevs av Moore 1867. Ourapteryx triangularia ingår i släktet Ourapteryx och familjen mätare. Inga underarter finns listade i Catalogue of Life.